# Розалін Сасмен Ялоу
Розалін Сасмен Ялоу (англ. Rosalyn Sussman Yalow; 19 липня 1921, Нью-Йорк, США — 30 травня 2011, там само) — американська біофізик. Отримала Нобелівську премію з медицини у 1977 році «За розвиток радіоімунологічних методів визначення пептидних гормонів».

## Біографія
Народилася 19 липня 1921 року в Нью-Йорку. Закінчила Хантерський коледж у 1941 році, де у неї з'явився інтерес до фізики. Однак, будучи жінкою, вважала, що жоден університет не прийме її. Влаштувалась друкаркою в Колумбійський університет, потім перейшла на посаду секретарки. Але в той же рік отримала запрошення до Університет Іллінойсу в Урбані-Шампейн, що було пов'язано з нестачею чоловіків унаслідок війни. У 1943 році одружилася з Ароном Ялоу. У 1945 році здобула ступінь доктора філософії в ядерній фізиці.
Після захисту дисертації Сасмен Ялоу стала працювати в Бронкському госпіталі Управління справами ветеранів, де у співробітництві з Соломоном Берсоном брала участь у розробці методу радіоізотопного визначення біологічних складових крові. Спочатку вони розробили метод виключно чутливого детектування інсуліну в людській плазмі. Розроблений радіоімунологічний метод став широко застосовуватися для визначення численних інших компонентів крові, таких як гормони, вітаміни та ферменти, які не могли бути виміряні раніше через їхню низьку концентрацію в крові.
Розалін Ялоу опублікувала понад 60 дослідницьких статей. Праці Ялоу стали значним поштовхом для розвитку ендокринології.

## Нагороди
- 1975 — Премія Американської медичної асоціації
- 1976 — Премія Альберта Ласкера за фундаментальні медичні дослідження
- 1977 — Нобелівська премія з фізіології або медицини

(Соломон Берсон помер в 1972 році і не зміг розділити премію)
- 1988 — Національна наукова медаль США